# 1921年5月磁暴
1921年5月磁暴是威力巨大的一次日冕大量拋射對地球磁層造成影響的重大事件。它發生在5月13日至15日，是第15太陽週期的一部分。是20世紀最強烈的地磁暴。
此一事件發生在廣泛的應用互聯互通的電氣系統和一般電器依賴跨基礎結構發達之前，即使造成地面電流的強度超過造成北美洲東部大停電的1989年3月磁暴，所受的影響也僅限於某些部門。

## 影響
風暴的電流在世界各地引發了多起火災，其中包括紐約市大中央車站附近的一場火災，這使得它被稱為「紐約鐵路風暴」。在當時，科學家測量引起風暴的太陽黑子在5月10日的大小是94,000乘21,000 平方英里（131,000乘33,800平方公里）。
紐約市對這場風暴進行了廣泛報道，該市是電報活動中心和鐵路樞紐。 在美國東部有許多地區都能看見極光，創造出明亮的夜空。電報服務在美國是因為保險絲被燒斷而被拖慢，到14日午夜才因設備損壞而幾乎完全中斷。另一面，由於電離層的活躍使得越洋的無線電傳輸信號增強。電燈似乎沒有受到明顯的影響。
海底電纜也遭受磁暴的影響，歐洲也有電訊系統受到損壞的報導，南半球也受到影響。
2019年的一篇論文估計 Dst = −907±132 nT 的強度。
"Dst"為"地磁擾動指數"； 為了進行比較，對於1859年的卡林頓事件超級風暴，Dst 估計在 -850 nT（Siscoe 等人，2006 年）和 -1050 nT（Gonzalez 等人，2011 年）之間。

### 書目
- JSTOR 40710695
- . Solarstorms.org.   [December 18, 2012]. （原始内容存档于2006-09-28）.
- (PDF). New York Times. May 14, 1921: 10  [December 19, 2012]. （原始内容 (PDF)存档于2016-03-03）.
- (PDF). The Atlanta Constitution. May 15, 1921: 1  [December 19, 2012]. （原始内容 (PDF)存档于2016-03-03）.
- Henry K. Bunn.  (PDF). The Atlanta Constitution. May 15, 1921: 8  [December 19, 2012]. （原始内容 (PDF)存档于2016-03-04）.
- (PDF). Chicago Daily Tribune. May 15, 1921: 1  [December 19, 2012]. （原始内容 (PDF)存档于2016-03-03）.
- (PDF). The Los Angeles Times. May 15, 1921: 1 & 2  [December 19, 2012]. （原始内容 (PDF)存档于2016-03-03）.
- (PDF). The Los Angeles Times. May 16, 1921: 14  [December 19, 2012]. （原始内容 (PDF)存档于2016-03-03）.
- (PDF). The Atlanta Constitution. May 16, 1921: 3  [December 19, 2012]. （原始内容 (PDF)存档于2016-03-03）.
- (PDF). New York Times. May 16, 1921: 2  [December 19, 2012]. （原始内容 (PDF)存档于2016-03-04）.
- (PDF). New York Times. May 16, 1921: 1  [December 19, 2012]. （原始内容 (PDF)存档于2016-03-04）.
- (PDF). New York Times. May 18, 1921: 12  [December 19, 2012]. （原始内容 (PDF)存档于2016-03-03）.
- (PDF). New York Times. May 18, 1921: 12  [December 19, 2012]. （原始内容 (PDF)存档于2016-03-04）.
- (PDF). New York Times. May 26, 1921: 23  [December 19, 2012].[]
- S.M. Silverman; E.W.Cliver. . Journal of Atmospheric and Solar-Terrestrial Physics. March 2001, 63 (5): 523–525  [December 18, 2012]. Bibcode:2001JASTP..63..523S. doi:10.1016/S1364-6826(00)00174-7. （原始内容存档于2019-11-08）.